# 拜尔加尼亚
拜尔加尼亚（Bairgania），是印度比哈尔邦Sitamarhi县的一个城镇。总人口34821（2001年）。

## 人口
该地2001年总人口34821人，其中男性18496人，女性16325人；0—6岁人口6829人，其中男3466人，女3363人；识字率42.98%，其中男性为53.01%，女性为31.61%。